# Djura
Djura – miejscowość (tätort) w Szwecji, w regionie administracyjnym (län) Dalarna, w gminie Leksand.
Według danych Szwedzkiego Urzędu Statystycznego liczba ludności wyniosła: 387 (31 grudnia 2015), 382 (31 grudnia 2018) i 382 (31 grudnia 2019).